# Hjallerup Kirke
Hjallerup Kirke ligger i den østlige udkant af Hjallerup, ca. 18 km SØ for Brønderslev (Region Nordjylland).
Kirken er opført 1902-1903 i nygotisk stil af røde mursten efter tegninger af arkitekt Ludvig Frederik Olesen, og består af skib, smallere kor samt vesttårn. Kirken blev indviet 6. marts 1903.

## Eksterne kilder og henvisninger
- Wikimedia Commons har flere filer relateret til Hjallerup Kirke
- Hjallerup Kirke Arkiveret 31. januar 2011 hos  Wayback Machine hos nordenskirker.dk
- Hjallerup Kirke hos KortTilKirken.dk